# زرشویان
زَرشویان (تا سال ۲۰۲۱: سنگوار) جماعت و شهرکی در کشور تاجیکستان است که در ناحیهٔ سنگوار ناحیه‌های تابع جمهوری قرار دارد. جمعیت این جماعت ۴۱۴۹ نفر است.